# Emilia Bohdziewicz
Emilia Bohdziewicz (ur. 8 maja 1941 w Warszawie, zm. 1994 tamże) – polska artystka wizualna, specjalizująca się w tkaninie artystycznej.

## Edukacja
W latach 1960–69 studiowała na Wydziale Architektury Wnętrz Akademii Sztuk Pięknych w Warszawie, gdzie w 1969 uzyskała dyplom realizowany pod kierunkiem profesora Jana Kurzątkowskiego. 

## Twórczość
Po ukończeniu studiów do 1977 zajmowała się projektowaniem wnętrz i mebli. Jako projektantka brała udział w licznych sympozjach związanych z kształtowaniem przestrzeni. Po 1977 zaczęła tworzyć tkaniny artystyczne. 
Pierwszą tkaninę Jak połączyć ze sobą punkty liniami prostymi przy użyciu maszyny do szycia przygotowała na Biennale Tkaniny Artystycznej w Lozannie w 1977, gdzie trafiła w drodze konkursowej. Tkanina została przyjęta z sukcesem. Praca ta wyznaczyła jej późniejsze konceptualne zainteresowania. Mimo że została wpisana przez krytyków w osiągnięcia Polskiej Szkoły Tkaniny, Bohdziewicz nie pracowała z wykorzystaniem tradycyjnego warsztatu tkackiego. Pracowała w oparciu o gotowe materiały, jak również za pomocą maszyny do szycia nanosiła rysunek tworzony z nici.
Wzięła udział również w 9. Międzynarodowym Biennale Tkaniny w Lozannie, gdzie zaprezentowała jedną z najważniejszych w swoim dorobku prac Jedenaście możliwych układów linii pionowych i poziomych. Od lat 80. XX wieku tworzyła tkaniny wielkoformatowe (256 możliwych układów znaku zawierającego osiem elementów 1987, Bez tytułu lata 80., 100 kombinacji dodawania 1990).
Tworzyła głównie obiekty z pogranicza tkaniny, haftu i rysunku. Były to kompozycje geometryczne, składające się z linii prostych i trójkątów, najczęściej wykonanych ściegiem maszyny na podłożu z gładkiej tkaniny, co wpisywało się w nurt abstrakcji geometrycznej, jak również konstruktywizmu, op artu, minimalizmu i konceptualizmu. Tworzone przez nią tkaniny oprawiano w ramy, bądź naciągano na blejtram lub swobodnie wieszano.
Członkini ZPAP oraz Grupy IXION. 
Należała do Rady Programowej Centralnego Muzeum Włókiennictwa w Łodzi.
Jej mężem był Ryszard Winiarski.

## Wybrane wystawy
- 2017/2018 – Jedenaście możliwych układów linii pionowych i poziomych, Galeria Starmach, Kraków[5][6]
- 2013 – Splendor tkaniny, Zachęta, Warszawa[7]
- 1988 – Tkanina artystyczna Grupy IXION, BWA w Krakowie
- 1986 – 6. Międzynarodowe Biennale Miniatur Tkackich, Szombathely
- 1985 – Sztuka tkacka a tradycje konstruktywistyczne, Norrköping
- 1984 – 5. Międzynarodowe Biennale Miniatur Tkackich, Szombathely
- 1984 – Język geometrii, Zachęta, Warszawa
- 1983 – wystawa prac, Mini Galerie, Schaffhausen  (indywidualna)
- 1982 – Wystawa polskiej tkaniny artystycznej, Londyn
- 1981 – Wystawa tkaniny polskiej „Małe formy”, Bratysława
- 1981 – Tendencje konstruktywistyczne w sztuce polskiej, Warszawa
- 1980 – 3. Międzynarodowe Biennale Miniatur Tkackich, Szombathely
- 1980 – Międzynarodowa wystawa tkaniny, Kortjik, Belgia
- 1980 – 4. Międzynarodowa wystawa miniatur tkackich, Londyn
- 1979 – 9. Międzynarodowe Biennale Tkaniny, Lozanna (praca Jedenaście możliwych układów linii pionowych i poziomych)
- 1979 – wystawa tkaniny, Galerie Phiharmonie, Liège (indywidualna)
- 1978 – 3 Triennale Tkaniny Unikatowej i Przemysłowej, Łódź
- 1978 – 3. Międzynarodowa wystawa miniatur tkackich, Londyn
- 1977 – 8. Międzynarodowe Biennale Tkaniny, Lozanna (praca Jak połączyć ze sobą punkty liniami prostymi przy użyciu maszyny do szycia)
- 1973 – Lubelskie Spotkania Plastyczne, Lublin

## Nagrody, wyróżnienia, stypendia
- medal Centralnego Muzeum Włókiennictwa na 7. Międzynarodowym Triennale Tkaniny, Łódź, 1992[8]
- nagroda Pryzmat, przyznawaną przez czasopismo „Projekt”, 1988[8]
- Grand Prix na Międzynarodowej Wystawie Tkaniny, Kioto, 1987 (za pracę 256 możliwych układów znaku zawierającego osiem elementów)[5][8]

## Prace w zbiorach
- Muzeum Sztuki w Łodzi[9][10]
- Muzeum Narodowe w Warszawie
- Muzeum Narodowe we Wrocławiu
- Muzeum Narodowe w Poznaniu
- Centralne Muzeum Włókiennictwa w Łodzi